# Marco Sørensen
Marco L. Sørensen, född den 6 september 1990 i Ålborg, är en professionell dansk racerförare och fabriksförare för Aston Martin Racing i FIA World Endurance Championship.
Han startade sin formelbilkarriär 2007 med att tävla i tre olika Formel Ford-mästerskap, och han fortsatte med att köra vinterserien av Formel Renault 2.0. Han fortsatte med att tävla i Formula Renault 2.0 Eurocup och Formula Renault 2.0 Northern European Cup 2009, för att sedan tävla i det tyska F3-mästerskapet. Mellan 2012 och 2014 körde han Formula Renault 3.5 Series, där hans bästa totalplacering blev en sjätteplats 2012. Han tog sammanlagt 7 pallplaceringar, varav 3 segrar, under sin FR3.5-karriär.
I september 2013 utförde Sørensen ett däcktest på Circuit Paul Ricard för Lotus F1 Team, och blev senare utnämnd till stallets officiella testförare. Under sommaren och hösten 2014 tävlade han förutom i FR3.5 även i GP2 Series, och inför 2015 blev han ordinarie förare hos Carlin, där han tog över platsen från Felipe Nasr.

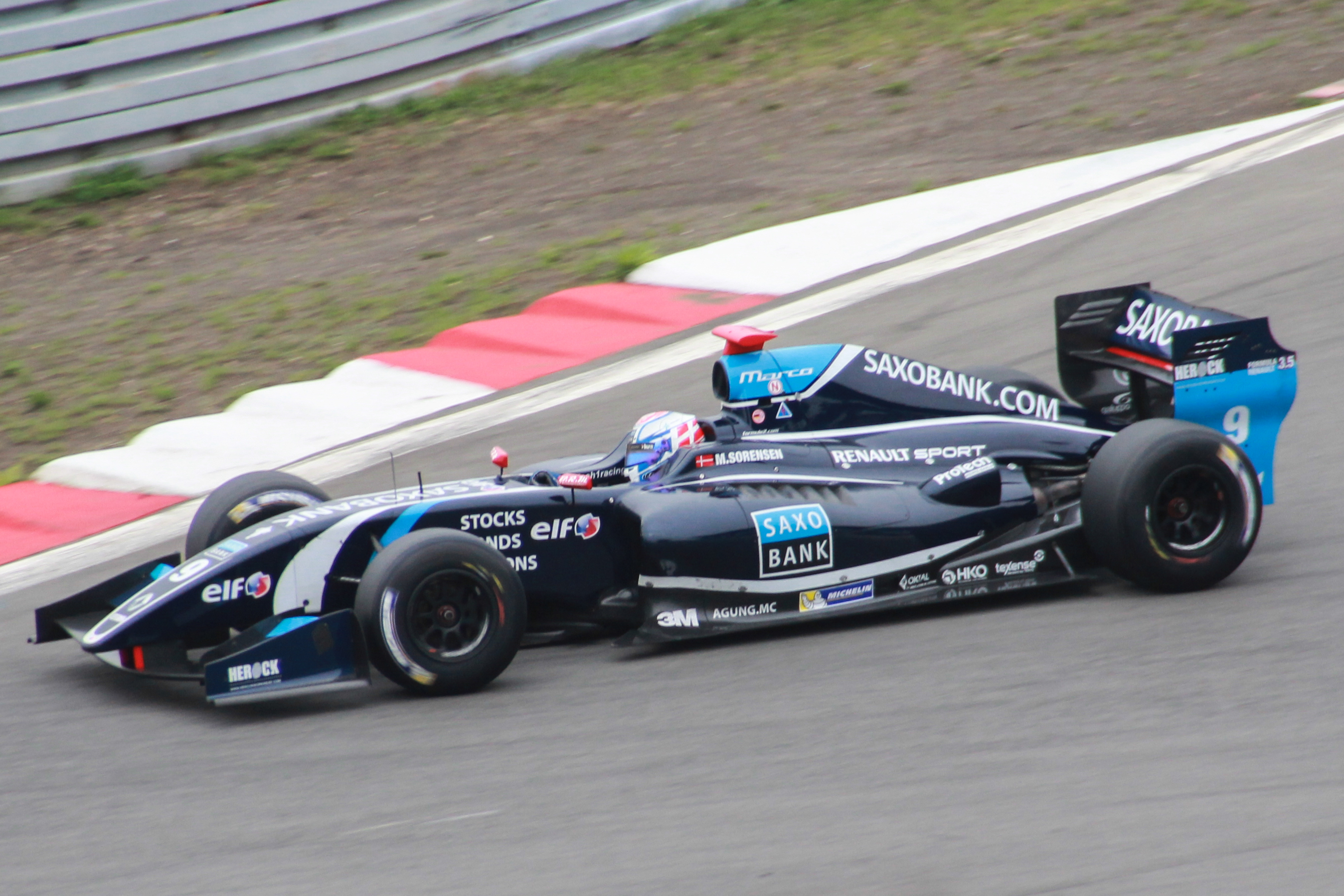
Sørensen på Nürburgring 2014.